# Ndiaga Dieng
Ndiaga Dieng (Dakar, 17 luglio 1999) è un atleta paralimpico italiano specializzato nel mezzofondo, vincitore della medaglia di bronzo ai Giochi paralimpici di Tokyo 2020 ed agli europei paralimpici 2021 nei 1500 metri piani T20.

## Palmarès
| Anno | Manifestazione      | Sede      | Evento           | Risultato | Prestazione | Note             |
| ---- | ------------------- | --------- | ---------------- | --------- | ----------- | ---------------- |
| 2019 | INAS Global Games   | Brisbane  | 800 m piani      | Oro       | 1'54"36     | Record nazionale |
| 2019 | INAS Global Games   | Brisbane  | 1500 m piani     | Oro       | 3'59"93     | Record nazionale |
| 2019 | INAS Global Games   | Brisbane  | 4×400 m          | Bronzo    | 3'32"19     |                  |
| 2021 | Europei paralimpici | Bydgoszcz | 1500 m piani T20 | Bronzo    | 3'57"18     |                  |
| 2021 | Giochi paralimpici  | Tokyo     | 1500 m piani T20 | Bronzo    | 3'57"24     |                  |
| 2023 | Global Games        | Vichy     |                  |           |             |                  |
| 2023 | Global Games        | Vichy     | 800 m piani T20  | Oro       | 1'52"61     |                  |
| 2023 | Global Games        | Vichy     | 1500 m piani T20 | Oro       | 3'54"45     |                  |
| 2024 | Giochi Paralimpici  | Parigi    | 1500m piani T20  | 4º posto  |             |                  |